# François Jomini
François Jomini, né à Payerne le 21 octobre 1828 et mort le 4 janvier 1913, est un pasteur protestant, conservateur de musée et Zofingien vaudois.

## Biographie
François Jomini fait à Lausanne des études de théologie. Nommé pasteur, il occupe plusieurs cures dans le canton : d'abord au Brassus de 1853 à 1856, puis à Avenches de 1856 à 1899. Il est alors fondateur et directeur du Collège d'Avenches.
Dès la fondation de l'association Pro Aventico en 1885, François Jomini est membre du Comité. Peu après la retraite de Louis Martin, en 1901, il est appelé par le Conseil d'État à le remplacer dans ses fonctions de conservateur du Musée des antiquités d'Avenches. 
François Jomini prend sa retraite en 1899.

## Sources
- « François Jomini », sur la base de données des personnalités vaudoises sur la plateforme « Patrinum » de la Bibliothèque cantonale et universitaire de Lausanne.
- William Cart, Gazette de Lausanne, 1913/01/06
- Journal de Genève, 1907/01/13
- photographie J. Lüscher, Nyon Patrie suisse, (A. B.) 1913, no 504, p. 21-22
- Jean-Marc Spothelfer, Les Zofingiens, livre d'or de la Section vaudoise, Cabédita, 1995